# بیوتوپ

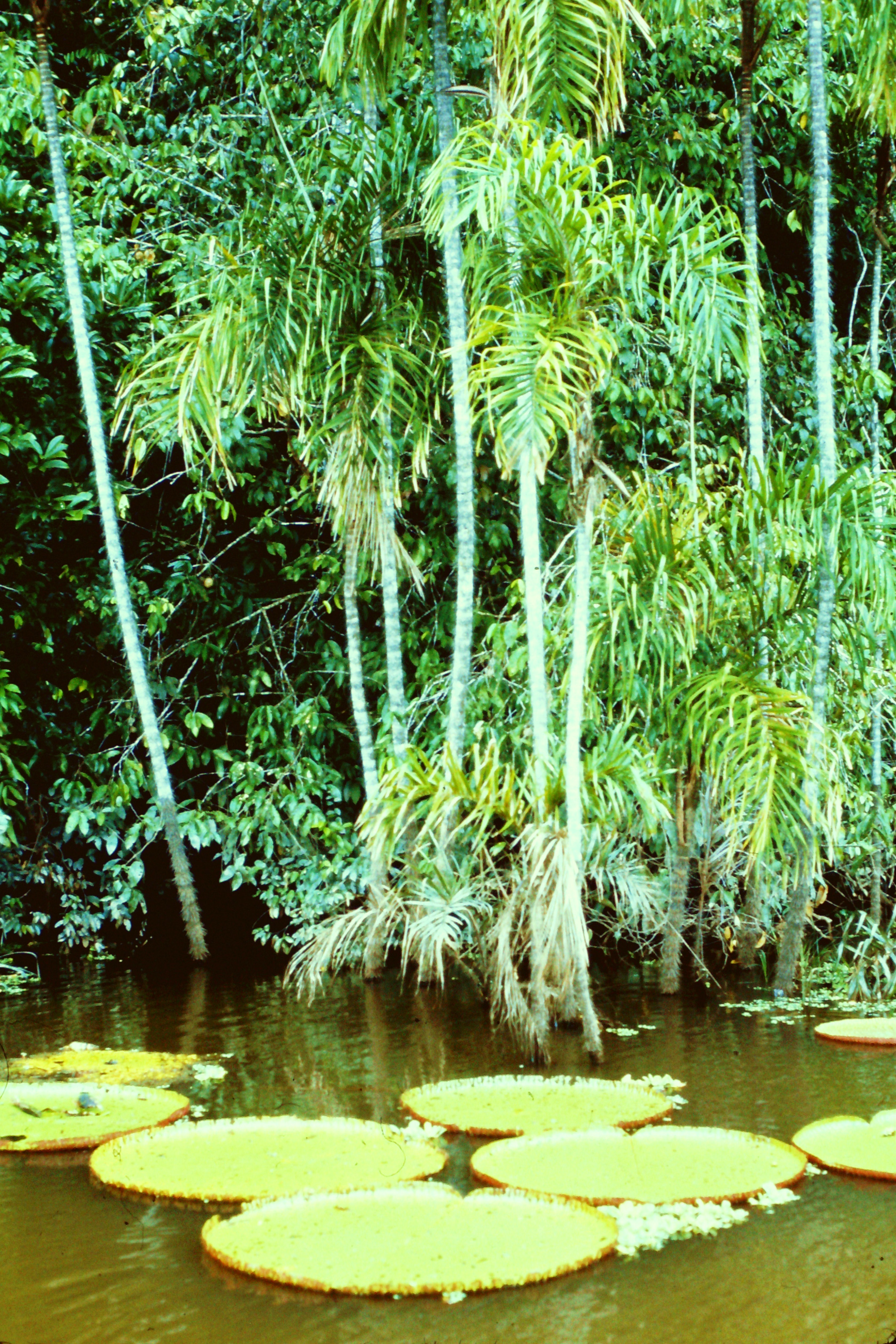
منطقهٔ جنگل بارانی آمازون

بیوتوپ یا زی‌جا (به آلمانی: Biotop)، و (به انگلیسی: Biotope)، سطحی با شرایط یکنواخت زیست‌محیطی است که جایگاهی را برای محل زندگی مجموعهٔ ویژه‌ای از گیاهان و حیوانات فراهم آورده‌است. بیوتوپ تا اندازه‌ای با واژهٔ زیستگاه نزدیک است، و در بیشتر کشورهای انگلیسی زبان این دو واژه دارای استفادهٔ مترادف هستند؛ با این حال، در برخی از دیگر کشورها، این دو به گونهٔ روشنی با هم تفاوت دارند: در سرفصل «زیستگاه» سخن از جمعیت است، در حالی که موضوع بیوتوپ، یک جامعهٔ زیستی، یا جامعهٔ بیولوژیکی است. این وام‌واژهٔ بیگانه- در زبان انگلیسی- مشتق شده از واژهٔ آلمانی «Biotop»، است که آن‌هم به نوبهٔ خود از «بایوس» یونانی به معنی «زندگی» آمده و «topos» به معنی «محل» یا «جا» است. (واژهٔ «Biotope» در زبان انگلیسی همراه با کلمه‌های مرتبط، راه خود را از همان مسیر که اژهٔ همتای آلمانی آن پیموده و ساخته شده‌است). بنابراین در هر دو زبان واژهٔ «biotope»، به معنای واقعی کلمه ترجمه شده و به معنای منطقه‌ای که در آن خودِ زندگی زندگی می‌کند، آمده‌است.

## بازسازی بیوتوپ
عنوان یک کلمهٔ کلیدی در سراسر اروپا (عمدتاً آلمان) برای نگهداری، بازسازی و ایجاد تنظیمات طبیعی محیط زیست دریافت کرده‌است. در قالب و با استفاده در این زمینه، از اصطلاح «biotope» اغلب در اشاره به محیط زیست‌های کوچکتر و آشکارتر، و به زندگی انسان بسیار آشنا است. در آلمان به ویژه، فعالیت‌های مربوط به بازسازی زیستگاه‌ها با شور و اشتیاق مورد استقبال قرار می‌گیرند. این فعالیت‌ها شامل -
- ساخت باغ‌بام،
- بازسازی رودخانه‌ها برای بازگرداندن کیفیت طبیعی آن‌ها،
- خودداری از بوته و درخت زدایی در کشتزارها،
- ایجاد پارک‌های طبیعی در طول بزرگراه‌ها (اتوبان)
- ساخت باغ مدرسه و آبگیر با توجه به اکوسیستم،
- در نظر گرفتن جنبه‌های زیست‌محیطی در باغ‌های خصوصی.

در این تلاش‌ها، بخش‌های مختلفی نقش دارند از جمله معماری، مهندسی عمران، برنامه‌ریزی شهری، ترافیک، کشاورزی، مهندسی رودخانه، لیمنولوژی، زیست‌شناسی، آموزش و پرورش، باغبانی، و باغبانی خانگی.
در همه زمینه‌ها، تمام قشرهای جامعه و مردم، به دنبال یک راه مناسب برای احترام انسان به دیگر موجودات زنده هستند. «بیوتوپ» می‌رود یک روش کامل نگرش به محیط زیست باشد.